# Risë Stevens
Risë Stevens (Nueva York, 11 de junio de 1913 - Nueva York, 20 de marzo de 2013) fue una de las más prestigiosas mezzosopranos estadounidenses, actriz de cine y figura del quehacer cultural de ese país.

## Biografía
Su nombre era Rise Steenberg y creció en el Bronx. 
Estudió en la Juilliard School, después de lo cual se perfeccionó en Viena con Herbert Graf y con Marie Gutheil-Schoder, la maestra de Lotte Lehmann.
Debutó en Praga en 1936 como Mignon sucediéndose debuts en Viena, Glyndebourne y en el Teatro Colón de Buenos Aires en 1938 como Octavian de El caballero de la rosa de Richard Strauss, además de Orfeo, Erda, Dalilah y Fricka en La valquiria, dirigida por Erich Kleiber en 1940.
Entre 1940 y 1960 (se retiró en 1961) cantó los roles más importantes del repertorio en el Metropolitan Opera y todas las compañías americanas además de La Scala y la Ópera de París.
Fue la famosa Carmen, así como Dalila, Orfeo, Cherubino, Dorabella, Hansel, Octavian y Marina.
Popular en la televisión y el cine, apareció en varias películas, la más famosa siendo El soldado de chocolate (1941).
Al retirarse del canto lírico en 1961, fue mánager de la compañía de giras del MET y presentadora de los telecasts del Met.
Dirigió la Mannes Musical School entre 1975 y 1978, así como el programa de jóvenes artistas del MET entre 1980 y 1988.
En los años 1960 se dedicó a la comedia musical en Broadway.
Se había casado en 1939 con el actor vienés Walter Surovy (1910-2001), padre de su único hijo nacido en 1944, el actor Nicolas Surovy.

## Discografía de referencia
- Bizet: Carmen / Fritz Reiner
- Gluck: Orfeo ed Euridice, Pierre Monteux - 1955
- Mozart: Nozze di Figaro / Vittorio Gui
- Saint-saëns: Samson And Delila / Leopold Stokowski
- Wagner: Die Walküre / Erich Kleiber, Buenos Aires 1940
- Kurt Weill: Lady in the Dark /Engel, 1963

## Carrera cinematográfica
1974 – Journey Back to Oz - Glinda el hada buena
1958 – Little Women - Margaret March
1958 – Hansel and Gretel (telefilm) - Madre
1956 – Producers' Showcase (serie de televisión) Carmen 
1955 – The Chocolate Soldier (telefilm) - Nadina
1952 – Carmen (telefilm) - Carmen
1949 – Der Rosenkavalier (telefilm) - Octavian
1944 – Going My Way - Genevieve Linden
1941 – The Chocolate Soldier - Maria Lanyi

## Biografías
- John Pennino, Risë Stevens: A Life in Music
- Kyle Crichton, Subway to the Met: Risë Stevens' Own Story (New York: Doubleday, 1959)